# Baridobius
Baridobius is een geslacht van vliesvleugeligen uit de familie Pteromalidae. De wetenschappelijke naam van dit geslacht is voor het eerst geldig gepubliceerd in 1994 door Heydon.

## Soorten
Het geslacht Baridobius is monotypisch en omvat slechts de volgende soort:
- Baridobius primulus Heydon, 1994